# Mesocapromys
Mesocapromys — рід гризунів підродини хутієві. Живі види цього роду населяють болотисті місцевості Куби, а також острівця вздовж південного узбережжя Куби.

## Морфологічна характеристика
Довжина тіла та голови: 208–297 мм, хвіст: 178–210 мм. Зовнішній вигляд, в тому числі колір хутра, такий як у Хутії кубинської, але має менше варіацій кольору. Верхні частина тіла темно-коричнева чи темно-сіра, нижня частина тіла блідіша.

## Систематика
- Рід Mesocapromys
  - Вид Mesocapromys angelcabrerai (хутія Кабрери)
  - Вид Mesocapromys auritus (хутія вухата)
  - Вид Mesocapromys melanurus
  - Вид Mesocapromys nanus (хутія карликова)
  - Вид Mesocapromys sanfelipensis (хутія Сан-Феліпе)